# Јене Апати
Јене Апати (мађ. Apáthy Jenő) је био мађарски мачевалац, олимпијац.

## Спортска биографија
Јене Алпати је своју спортску каријеру мачеваоца започео у будимпештанском Будимском гимнастичком друштву, ББТЕ, (Budapesti Budai Torna Egylet). У дисциплини мачевања такмичио се у три категоије сабља, флорет и спортски мач.
Апати је представљао Мађарску на Летњим олимпијским играма 1906. у Атини, које је Међународни олимпијски комитет касније прогласио незваничним олимпијским играма. На овој Олимпијади се такмичио у четири мачевалачке дисциплине: завршио је без пласмана у спортском мачевању, завршио је 6. у мачевању, сабљи, индивидуално, био је 4. у екипном мачевању (сабљи) и био је 5. у мачевању, сабља, са три поготка.
Такође је учествовао на следећим Летњим олимпијским играма у Лондону 1908. године и поново почео у мачевалачком такмичењу: завршио је без пласмана у мачевању, сабља, индивидуално, али је као члан мачевалачког тима Мађарске освојио златну медаљу.
Касније је дипломирао на медицинском универзитету и постао члан Одељења за спортску медицину Националног медицинског удружења. После спортске каријере био је активан у управи Мађарске мачевалачке федерације.